# ایلیا تسمیرال
ایلیا تِسمیرال (چکی: Elia Cmíral؛ تلفظ: ts:mee-rahl؛ زادهٔ ۱ اکتبر ۱۹۵۰) یک آهنگساز اهل چکسلواکی و ایالات متحده آمریکا است. وی به عنوان آهنگساز به دلیل کار در ژانرهای فیلم ترسناک و مهیج شهرت دارد. او دانش‌آموختهٔ دانشگاه کالیفرنیای جنوبی است و هم‌اکنون ساکن لس آنجلس است.
از فیلم‌ها یا مجموعه‌های تلویزیونی که وی در آن‌ها نقش داشته است، می‌توان به رونین، استخوان‌ها، استیگماتا، نبض، پیرانا سه‌بعدی‌دی، با چنگ و دندان و بازی ویدئوییِ عملیات اسپک: خط مرزی اشاره نمود.

## آثار موسیقی فیلم
- هابرمان
- پیرانا سه‌بعدی‌دی
- پسران گمشده: تشنگی
- مبلغ
- با چنگ و دندان
- نبض
- سفر به انتهای شب
- الماس‌تراش
- مکانیک
- پیچ اشتباه
- آنها
- استخوان‌ها
- آوردگاه زمین
- استیگماتا
- رونین
- آپارتمان صفر